# Сентинельский язык
Сентинельский язык (Sentinel in ISO 639-3) — неописанный язык сентинельцев, народа, живущего на острове Северный Сентинел, относящемся к Андаманским островам.
По-видимому, относится к андаманским языкам, но более точные данные отсутствуют.

## Попытки изучения
Ввиду того, что контакты с сентинельцами были крайне редкими и непродолжительными и самими сентинельцами избегались, никаких образцов их языка (даже списка слов) до сих пор получить не удалось, а значит, невозможны и достоверные утверждения о генетической принадлежности этого языка.
Известны два случая, когда говорящие на языках онге и беа находились на острове Северный Сентинел для установления контакта с местным населением; общение было непродолжительным и враждебным, и распознать язык, на котором говорили местные жители, исследователи не смогли.
То немногое, что известно об особенностях культуры и хозяйства сентинельцев, а также географическое расположение острова, позволяет предположить, что по истории и языку сентинельцы должны быть ближе к носителям онганских языков, чем к другим андаманцам.
Поскольку никто из внешнего мира не владеет сентинельским языком, а все исследователи, пытавшиеся обосноваться на острове, были убиты, диалог между властями и коренным населением в настоящее время невозможен.
Bernhard Glaeser писал в 1995, что учёные всё же надеются в скором времени установить контакт с сентинельцами. Сведений об успешных попытках такого рода пока нет.
По данным дневника Джона Аллена Чжао — миссионера, пытавшегося обратить сентинельцев в христианство, в сентинельском языке часто встречаются такие согласные звуки, как [b], [p], [l] и [s]. В план миссионера входило и изучение языка посредством контакта с носителями, однако он тоже был убит сентинельцами во время одной из попыток установить контакт ещё на начальном этапе своего плана.

## Статус
В настоящее время сентинельский язык считается находящимся под угрозой исчезновения. Предположительное число говорящих — от 200 до 250 человек.